# Эргли
Э́ргли (латыш. Ērgļi, до 1918 года — Эрлаа, нем. Erlaa) — населённый пункт («крупное село», латыш. lielciems) в Латвии (в 1950—1990 гг. — посёлок городского типа), административный центр Эргльского края и Эргльской волости. Население — 1875 человек (2015 г.), из которых более 90 % составляют латыши. Через Эргли протекает река Огре, на которой построена Эргльская ГЭС.

## История
На левом берегу реки Огре сохранились следы одного из крупнейших поселений латгалов. В 1211 году территория стала принадлежать Ордену меченосцев, а позднее — Рижскому архиепископству. Эрлаа впервые упоминается в 1334 году, когда вассал рижского архиепископа Энгельберт Тизенгаузен получил здесь землю под усадьбу. В 1382 году упоминается выросшая вокруг усадьбы Эрлаа деревня, в 1391 году Тизенгаузенами был выстроен новый замок Эрлаа, от которого к настоящему времени сохранились лишь четырёхугольная башня высотой около 17 м и фундамент каменных стен. В результате Ливонской войны Эрлаа отошла к Речи Посполитой, а затем — к Швеции, когда был разрушен замок, а в 1721 году вошла в состав России.
В 1918 году Эрлаа переименована в Эргли. В 1933 году Эргли получил статус села, в 1950 году — статус рабочего посёлка (посёлка городского типа).
В 1935 году в селе было зарегистрировано 45 домохозяйств и 331 житель. В 1930-е годы было построено несколько важных автодорог, что положительно сказалось на объёме товарного оборота в селе. В Эргли функционировали две водяные мельницы, шесть продуктовых магазинов, работали врач, стоматолог и больница Латвийского Красного Креста.
В 1944 году село находилось в зоне боевых действий и было полностью разрушено. С 1949 по 1959 год Эргли являлся центром одноимённого района. В посёлке располагалась центральная усадьба совхоза «Эргли» и сельское профессионально-техническое училище № 7.
До реформы 2009 года входил в Мадонский район. В результате слияния трёх волостей: Эргльской, Юмурдской и Сауснейской — в 2006 году был образован Эргльский край.

## Транспорт и инфраструктура
До 2000-х годов в посёлке размещалась одноимённая железнодорожная станция разобранной ныне линии Рига — Эргли.
В Эргли находятся краевая администрация, гостиница, АЗС, средняя школа, почта, больница, лютеранская церковь, автовокзал, парк, кафе, две аптеки, различные памятники, развалины замка, три спортивных клуба, музыкальная и художественная школа, ПТУ, разветвлённая торговая сеть, различные лесозаготовительные и деревообрабатывающие производства, участок Северо-Восточной электросети, детский сад Pienenīte, автошкола Fortūna, две библиотеки, пансионат, лесное хозяйство.

## Население
| 1959 | 1970 | 1979 | 1989 | 2007 | 2015 |
| ---- | ---- | ---- | ---- | ---- | ---- |
| 2962 | 2230 | 2566 | 2643 | 2168 | 1875 |

### Известные уроженцы
- Берг, Магнус Иоганн фон (1720—1784) — генерал русской армии
- Блауманис, Рудольф Матисович (1863—1908) — латышский писатель и драматург
- Апачинский, Александр Иванович (1953—2013) — советский и казахский спортсмен и тренер по боксу

## Достопримечательности
- Гора Сканстес
- Развалины замка Эрла
- Эргльская ГЭС

## Побратимы
- Кёльн-Райзик (Германия)